# Model United Nations

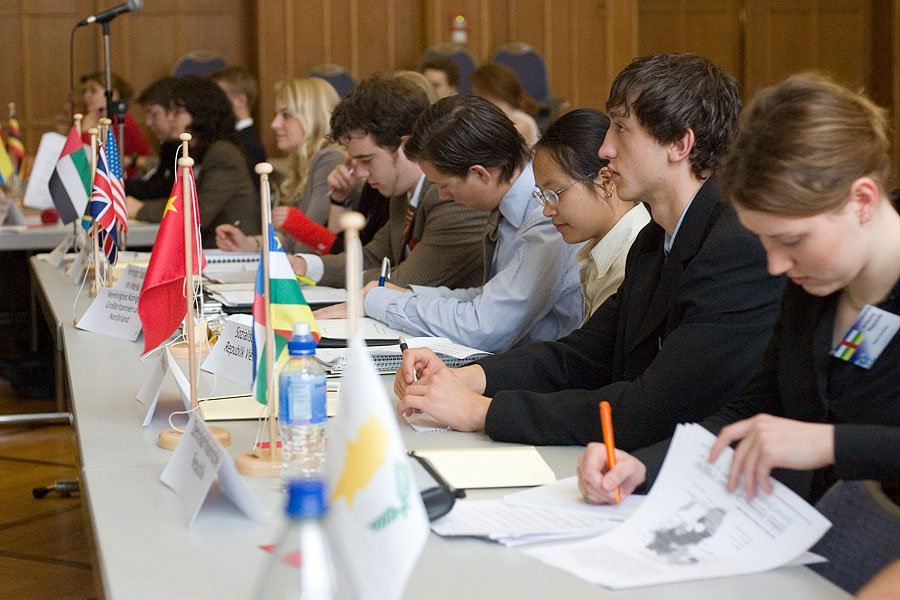
MUNBW 2006, Stuttgart (Duitsland)

Een Model United Nations (MUN) is een conferentie, die overal in de wereld kan worden georganiseerd, door en voor studenten of scholieren.
Bij een MUN worden conferenties van de werkorganen van de Verenigde Naties nagebootst. De voertaal is doorgaans  Engels, hoewel er ook MUNs  worden georganiseerd met Frans als voertaal. Soms worden ook "Special Conferences" georganiseerd.
De deelnemers spelen een rollenspel. Ze vertegenwoordigen als diplomaten een natie of een NGO in een nagespeelde vergadering van een commissie van de Verenigde Naties, bijvoorbeeld de Veiligheidsraad of de ECOSOC. Ze onderzoeken een land, verdiepen zich in internationale vraagstukken, debatteren, schrijven resoluties en ontwikkelen oplossingen voor maatschappelijke en internationale problemen. 
De vergaderingen worden geleid door een Chair en een Deputy Chair. Rechtstreekse dialogen zijn niet toegestaan; dialogen gaan via de voorzitter. 
Bij een conferentie moeten de deelnemers over een grote verscheidenheid aan vaardigheden beschikken, waaronder kritisch denken, groepscommunicatie, spreken in het openbaar, onderzoek, beleidsanalyse, actief luisteren, onderhandelen, lobbyen, het oplossen van conflicten, het maken van notities en technisch schrijven. Model United Nations is er om deze vaardigheden te ontwikkelen en te verbeteren. Een congres kan één tot en met vijf dagen duren. 
In de afgelopen decennia is MUN sterk verbeterd en uitgebreid en wordt het over de hele wereld beoefend in het secundair- en bacheloronderwijs. 
De meerderheid van de conferenties trekt vijftig tot en enkele honderden afgevaardigden, waarbij de meeste participanten uit eigen regio komen. De grootste conferenties trekken duizenden deelnemers uit alle landen van de wereld.
De Nederlandse bijeenkomsten vinden doorgaans plaats in Den Haag, onder de noemer The Hague International Model United Nations, afgekort THIMUN. Er zijn echter ook conferenties in steden als Haarlem (HMUN), Gouda (COMUN) en Leiden (LEMUN).